# 3rd
3rd é um EP lançado pela banda finlandesa The Rasmus (até então conhecida apenas como "Rasmus"), lançado em 1996 pela gravadora Warner Music Finlândia.
Assim como 1st e 2nd, consiste em canções que mais tarde acabaram incluídas em seu álbum de estreia Peep, lançado em setembro daquele ano. 3rd foi o único dos EP que teve uma canção na parada musical finlandesa, "Ghostbusters", que alcançou a oitava posição.

## Faixas
1. "Ghostbusters" (cover de Ray Parker Jr.) – 3:35
2. "Fool" – 3:42

## Créditos
- Lauri Ylönen – vocal
- Pauli Rantasalmi – guitarra
- Eero Heinonen – baixo
- Janne Heiskanen – bateria